# Хришћанство у Јужном Судану
Хришћанство у Јужном Судану представљено је са неколико црквених заједница од којих су шест чланице Већа цркава Новог Судана. У овој земљи живи око 6,5 милиона хришћана, што је око 60,5% од укупног броја становника. Највише је католика, па следе англиканци и протестанти.

## Број верника
У Јужном Судану живи 3.579.937 католика (55,83%), татим 1.554.000 англиканаца (24,23%), око 1.163.000 протестаната (18,14%) и мањи број пентакосталаца (37.600), баптиста (25.000) и православац (око 3.000). Приближно 50.000 становника припада неким другим мањим хришћанским заједницама.
| Хришћанство у Јужном Судану‍ | Хришћанство у Јужном Судану‍ | Хришћанство у Јужном Судану‍ | Хришћанство у Јужном Судану‍ | Хришћанство у Јужном Судану‍ |
| --------------------------- | --------------------------- | --------------------------- | --------------------------- | --------------------------- |
|                             |                             |                             |                             |                             |
| Католици                    | Католици                    |                             | 0                           | 55,83%                      |
| Англиканци                  | Англиканци                  |                             | 0                           | 24,23%                      |
| Протестанти                 | Протестанти                 |                             | 0                           | 18,14%                      |
| Пентакосталци               | Пентакосталци               |                             | 0                           | 0,58%                       |
| Баптисти                    | Баптисти                    |                             | 0                           | 0,38%                       |
| Православци                 | Православци                 |                             | 0                           | 0,04%                       |
| Независни                   | Независни                   |                             | 0                           | 0,76%                       |
| Укупно: 6.411.987 верника   |                             |                             |                             |                             |

## Цркве
У Јужном Судану постоји осам највећих хришћанских заједница, једна католичка, пет протестантских и две православне:
- Римокатоличка црква у Јужном Судану
- Епископална црква Судана
- Афричка сувоземска црква Судана
- Презветеријанска црква Судана
- Пентакостална црква Судана
- Унутрашња црква Судана
- Коптска оријентално-православна црква
- Етиопска оријентално-православна црква